# Papa Ioan al XXI-lea

Stema Papei Ioan al XXI-lea

Papa Ioan al XXI-lea (în latină Ioannes XXI, în franceză Jean XXI, în portugheză Papa João XXI, în italiană Papa Giovanni XXI), născut Pedro Julião, (n. 1215, Lisabona, Regatul Portugaliei – d. 20 mai 1277, Viterbo, Lazio, Regatul Italiei), la Viterbo, Statul Papal), cunoscut sub numele de Pedro Hispano a fost al 185-lea papă al Bisericii Universale, între 1276-1277, fiind singurul papă din istorie, de origine portugheză. Medic, filosof, logician, fizician și matematician, Pedro Hispano a avut în vedere o nouă teorie fondată pe logică și pe gramatică.

## Biografie
Pedro Julião / Pedro Hispano s-a născut la Lisabona, între 1205 și 1220; tatăl său era medicul Julião Rebelo, iar mama sa Teresa Gil. 
Și-a început studiile la școala catedrală din Lisabona, iar apoi a frecventat Universitatea din Paris, unde a studiat medicina și teologia, acordând o atenție deosebită conferințelor de dialectică, de logică și, mai ales, de fizică, precum și cele privitoare la metafizica lui Aristotel. La Universitatea din Paris a fost discipol al Sfântului Albert cel Mare. 
Probabil că între 1235 și 1245 a predat logica în Spania și în Franța, la Toulouse. 
Din 1245 până în 1250 Pedro Hispano a fost prezent la Siena, a predat medicina la Universitatea din Siena, unde a scris câteva opere, dintre care se distinge Summulæ Logicales care a fost, pentru universitățile europene, manualul de referință de logică aristotelică. 
În 1272 a fost numit arhiepiscop al vechiului oraș Braga și al regiunii din jur, succedându-i lui Don Martinho Geraldes. 
Din 1273 a deținut funcția de cardinal-episcop de Frascati.
Printre cei mai cunoscuți discipoli ai săi s-au numărat Toma d'Aquino și Bonaventura.

### Pontificatul lui Ioan al XXI-lea
După moartea papei Adrian al V-lea, survenită la 18 august 1276, Pedro Hispano a fost ales papă de conclavul din 8 septembrie și încoronat la 20 septembrie 1276, în catedrala San Lorenzo din Viterbo, de către cardinalul Giovanni Gaetano Orsini, luându-și numele de Ioan al XXI-lea.
De o simplitate remarcabilă, pontiful primea în audiență atât bogați și cât și săraci. 
La 20 septembrie 1276 papa Ioan al XXI-lea a emis bula Licet felicis recordationis, în care se ratificau deciziile predecesorului său, papa Adrian al V-lea, privitoare la normele de desfășurare a lucrărilor conclavelor. În aceeași zi, a mai emis o bulă, îndreptată împotriva celor care luaseră parte la tulburările din timpul ultimului conciliu, adică din timpul conclavului.
Deși în mare parte scurtul său pontificat a fost dominat de puternica personalitate a Cardinalului Giovanni Gaetano Orsini (care i-a succedat ca papa Nicolae al III-lea), Ioan al XXI-lea a încercat să lanseze o cruciadă, pentru eliberarea Țării Sfinte, împins fiind de dorința de reunire cu Biserica Răsăriteanăși a făcut tot ce a putut pentru menținerea unui climat de pace între țările europene precum Franța, Germania, Castilia, în spiritul unității creștine. În acest sens, i-a reconciliat pe Filip cel Îndrăzneț al Franței și pe Alfonso al X-lea al Castiliei. Fără succes, a încercat să-i reconcilieze pe Rudolf de Habsburg și pe Carol de Anjou.
A încercat, fără izbândă, să-i convertească pe tătari la creștinism.

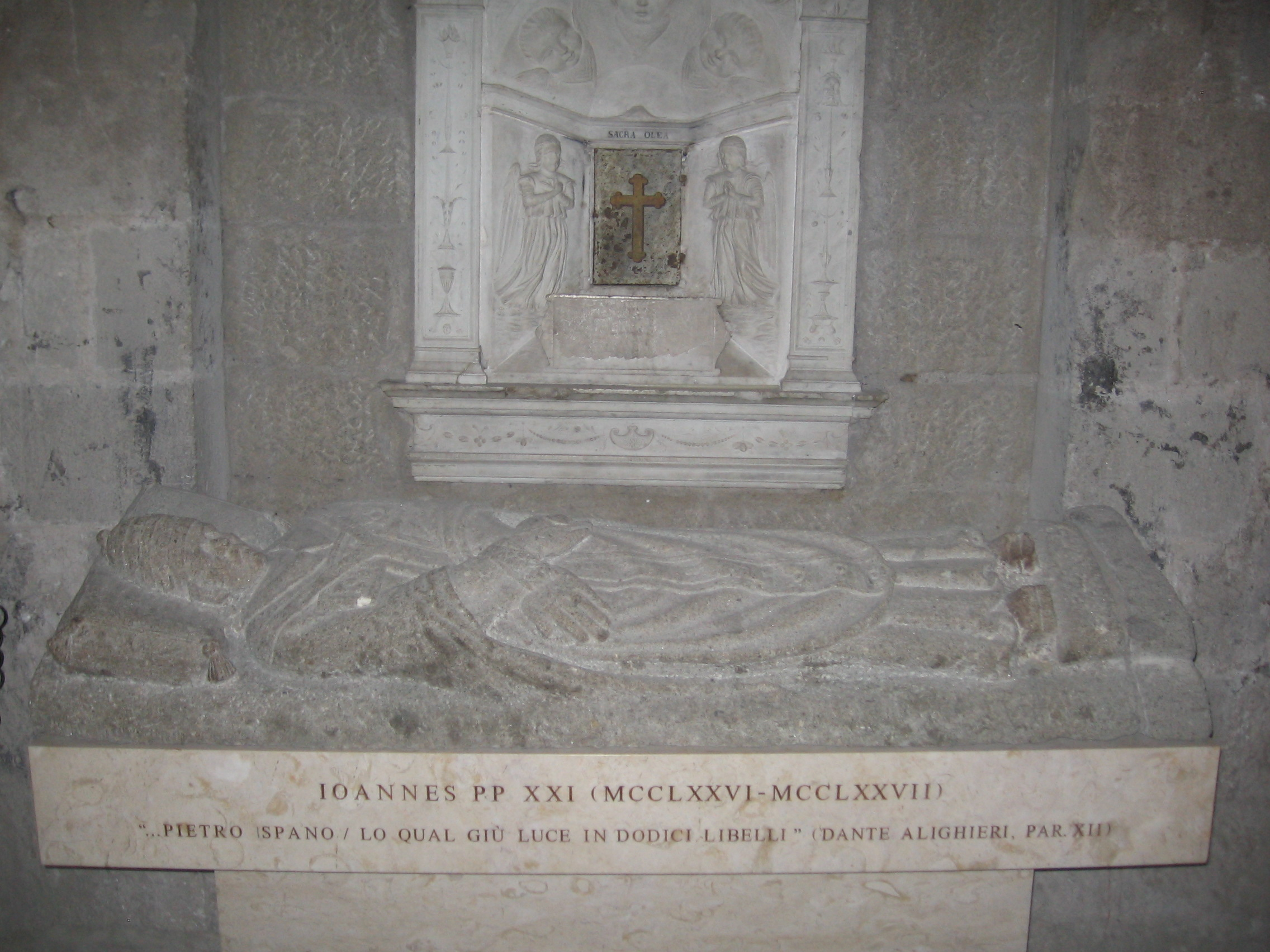
Sarcofagul papei Ioan al XXI-lea, în Catedrala din Viterbo. Se poate citi citatul: „Pedro Hispano, cel ce strălucește în douăsprezece cărți”, din „Divina Comedie”, „Paradisul”, XII.

Pontificatul lui Ioan al XXI-lea a durat doar opt luni și 5 zile. A fost grav rănit, în timpul studiului, într-un accident survenit în palatul papal din Viterbo, aflat în construcție, la 14 mai 1277. În urma acestui accident, a murit la 20 mai 1277. A fost înhumat în catedrala din Viterbo. Mormântul său poate fi văzut și astăzi, pe culoarul din stânga.
Din cauza preocupărilor sale științifice (privitoare la optică și medicină) papa Ioan al XXI-lea, a fost bănuit de popor (atât în timpul vieții, cât și după moarte) de practicarea vrăjitoriei. Accidentul care i-a adus moartea, survenit la palatul papal de la Viterbo, a fost considerat de către detractorii săi drept un act de justiție cerească.
În 28 martie 2000, printr-un aranjament special al primarului Lisabonei, João Barroso Soares, a fost acordat papei Ioan al XXI-lea un „mormânt de onoare” pe aleea centrală, cu aprobarea papei Ioan Paul al II-lea.

## Opera
- Summulæ Logicales a fost un manual de logică aristotelică, de referință, timp de peste 300 de ani, în universitățile europene, apărând în 260 de ediții și fiind tradus în greacă și ebraică;
- De oculo, tratat de oftalmologie, care a cunoscut o difuzare amplă în universitățile europene; când Michelangelo s-a accidentat grav la ochi, în timpul pictării Capelei Sixtine, s-a folosit de o rețetă creată de Pedro Hispano / Pedro Julião, pentru tratament.
- Thesaurus Pauperum[19](Comoara celor săraci, Cartea săracilor[16]), mic manual de tratamente, în ajutorul celor săraci; acest faimos manual a cunoscut vreo sută de ediții, fiind tradus în 12 limbi; Thesaurus pauperum

Thesaurus pauperum

- Comentarii la Pseudo-Dionisio, în domeniul teologic;
- Comentarii la „Scientia libri de anima”, studii teologice;
- Comentarii la „De animalibus de Aristotel”;
- De tuenda valetudine, scris la Paris, dedicat soției regelui Ludovic al VIII-lea, Blanca a Castiliei / în portugheză Branca de Castila[20], fiica lui Alfonso al VIII-lea al Castiliei și mama lui Ludovic al IX-lea, cunoscut ca Sfântul Ludovic;
- Diete super cyrurgia;
- Problemata;
- Summa medicinae, tratat de medicină;
- Liber de conservanda sanitate (Cartea despre păstrarea sănătății).

## Papa Ioan al XXI-lea în literatură
În „Divina Comedie”, Dante Alighieri (1265-1321) îl vede pe papa Ioan al XXI-lea, numit în continuare Pedro Hispano / Pietro Ispano, în Paradis, alături de personalități religioase ilustre, între care Sfântul Ioan Gură de Aur, Sfântul Anselm și Sfântul Bonaventura. Pedro Hispano / Pietro Ispano este numit „cel ce strălucește în douăsprezece cărți”, Dante se referă, în mod clar, la cele douăsprezece tratate științifice scrise de pontiful savant.

## Numismatică

Blazonul papei Ioan al XXI-lea

- În anul 2005, în Portugalia, cu prilejul împlinirii a 800 de ani de la nașterea papei Ioan al XXI-lea / Pedro Hispano, au fost emise trei monede comemorative [10]circulante[24], de argint / aur, fiecare având valoarea nominală de 5 euro. Tăietura monedei este zimțată.

Prima dintre monede este din argint și a fost bătută într-un tiraj de 300.000 de exemplare, la Lisabona. Are 14 g greutate și un diametru de 30 mm, iar titlul aliajului este de 500‰.
A doua monedă este tot din argint, are aceleași dimensiuni și greutate, fiind bătută într-un tiraj de 15.000 de exemplare, de calitate proof, iar titlul de 925‰. Este însoțită de un certificat de autenticitate numerotat.
Cea de-a treia monedă este din aur (916,6‰), are aceleași dimensiuni și are greutatea de 17,5 g. A fost bătută într-un număr de 7.500 de exemplare, de calitate proof. Este însoțită de un certificat de autenticitate numerotat.
Pe aversul tuturor celor trei monede, sunt gravate elemente de arhitectură (ogive, arce trilobate) ale unei catedrale, stema Portugaliei, denumirea statului european emitent: „REPUBLICA PORTUGUESA”, precum și valoarea nominală a monedei: 5 euro. Pe reversul monedei, este gravat portretul papei Ioan al XXI-lea, ținând în mâna dreaptă un sceptru, în stânga sceptrului este gravat blazonul său, iar anii 1205 și 2005 sunt gravați de-o parte și de alta a sceptrului. Pe marginea monedei, circular, este gravat textul: „JOÃO XXI PAPA + VIII CENTENARIO DE PEDRO HISPANO, MEDICO”.
Monedele au fost gravate de Isabel Carriço Almada și Fernando Branco.

## Varia
Precedentul papă cu numele Ioan a fost Papa Ioan al XIX-lea; nu a existat niciun papă cu numele Ioan al XX-lea. Eroarea provine de la un anti-papă care își luase numele de Ioan al XX-lea.

## Galerie de imagini

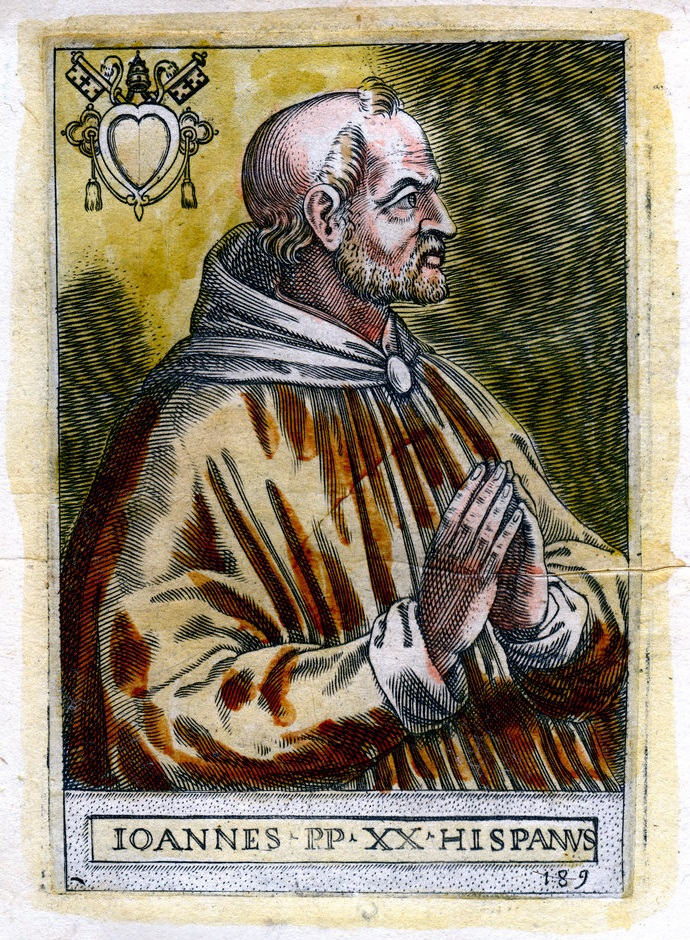
Papa Ioan al XXI-lea
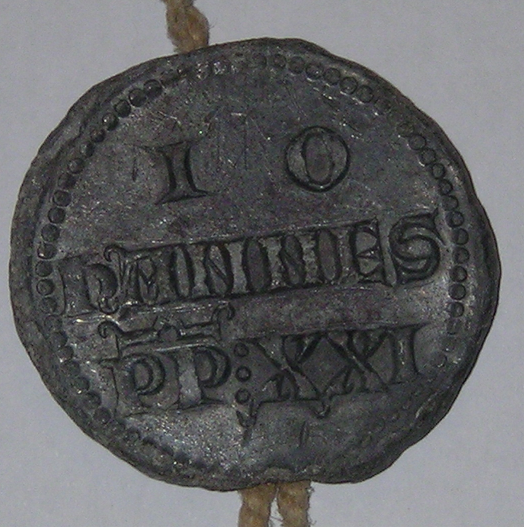
Sigiliul papei Ioan al XXI-lea pe una dintre bulele emise de el.